# 木下菜穂子
木下 菜穂子（きのした なほこ、1980年11月13日 - ）は、日本の女優、声優。大阪府出身。

## 略歴
小学3年生の時から地元の合唱団に所属しており、所属していた人物たちが出演していたミュージカル、オペラを見に行くなどしていた。合唱団のコンサートにも出演していた。
中学3年生から高校生の時は宝塚音楽学校に入学するための予備校に通って合格を目指していたが、高校2年生の時に1度受けるも落選し、断念したという。
2001年、劇団俳優座入団。
2003年、テレビアニメ『無人惑星サヴァイヴ』にて声優初挑戦。

## 人物
中学時代は演劇部に所属していた。
趣味・特技は声楽。 

## 出演
太字はメインキャラクター。

### 舞台
- ニール・サイモン・メモワール（2001年）
- 岸田國士戯曲集（2001年）
- かもめ（2002年）
- 僕の東京日記（2002年）
- 友達（2002年）
- 離れて遠く二万キロ（2003年）
- 法王庁の避妊法（2003年）
- 三人姉妹（2003年）イリーナ
- タルチュフ（2004年）
- 城（2005年）
- しとやかな獣（2005年）
- 屋上のペーパームーン（2025年）[5]

### テレビドラマ
- 土曜ワイド劇場 森村誠一の密閉山脈（2005年3月12日、テレビ朝日）

### 映画
- 輝け星くず（2024年）[6]

### テレビアニメ
- 無人惑星サヴァイヴ（2003年 - 2004年）シャアラ[7][8]

### 吹替え
- ER緊急救命室シリーズ
  - シーズンX #12（2004年）メイ・ファン・ツェン（ティン・イー）
  - シーズンXI #7（2004年）ミーチャ・パク（ペギー・アン）
- オリバー・ツイスト
- ザ・ホワイトハウス
- 007 ダイ・アナザー・デイ ※テレビ朝日版
- SAYURI（2005年）
- アズールとアスマール（英語版）（2006年[9]）ジンの妖精
- 王妃の紋章（2008年）蒋嬋